# Konsorcium Rohan
Konsorcium Rohan, s.r.o. je česká developerská společnost, která má na základě smlouvy s Magistrátem hlavního města Prahy opci na nákup pozemků v lokalitě Rohanský ostrov. Majoritním vlastníkem společnosti je skupina Sekyra Group Real Estate, ovládaná prostřednictvím kyperské SGR Holdings českým podnikatelem Luďkem Sekyrou, zbývajících 35 % drží kyperská Ascia Holding Limited. Oba podíly jsou zastaveny ve prospěch spořitelního družstva Moravský peněžní ústav.
Společnost byla založena v březnu 2007, v srpnu téhož zakladatel Strommer Developers Limited prodal 70 % akcií za nominální hodnotu společnosti Sekyra Group, a.s. Spolu s dalšími 16 společnostmi se přihlásila do tendru na zástavbu Rohanského ostrova vyhlášeného Magistrátem hlavního města Prahy. I přes úvodní nesouhlas členky výběrové komise Markéty Reedové (SNK-ED) dostaly šanci předložit nabídku jen tři společnosti vybrané advokátní kanceláří Jansta, Kostka a spol.: Konsorcium Rohan, Development Pobřežní ze skupiny J&T a Avenzo Vice. Společnost Konsorcium Rohan nabídla 8 567 korun za metr čtvereční a podesala s městem smlouvu s opcí na koupi pozemků za 1,7 miliardy korun. Frekvence splátek i jejich výše jsou podle Luďka Sekyry předmětem obchodního tajemství.
29. prosince 2010 převedla Sekyra Group, a.s. svůj 70 % podíl na mateřskou Sekyra Group Real Estate B.V., kupní cena byla na základě posudku společnosti Deloitte Advisory s.r.o. stanovena na 84,3 milionu korun.
K 31. prosinci 2010 tvořila aktiva společnosti záloha 103 milionů korun složená v souvislosti se smlouvou na zástavbu Rohanského ostrova a projekt na zástavbu této lokality v hodnotě 9 milionů korun. Aktiva byla financována bankovním úvěrem od České spořitelny ve výši 60 milionů korun
a dlouhodobými půjčkami ve výši 73 milionů korun od mateřské SGRE a společnosti Cofinas. Za bankovní úvěr oba společníci ručili svými podíly, dlouhodobá půjčka od Cofinas byla úročena 9 % ročně. V roce 2010 dosáhly nákladové úroky výše 6,5 milionů korun, důsledkem byla účetní ztráta ve výši 7,5 milionů korun a pokles vlastního kapitálu na -20,8 milionů korun (závazky vyšší než účetní hodnota aktiv).